# マニアックマンション
『マニアックマンション』 (Maniac Mansion) は、1988年にアメリカ合衆国のルーカスフィルム（現・ルーカスアーツ）によって制作・販売されたApple IIおよびコモドール64用アドベンチャーゲーム。
開発はルーカスフィルムが行っており、ゲーム・デザインはロン・ギルバートおよびゲイリー・ウィニック、音楽はクリス・グリッグスおよびデヴィッド・ローレンスが担当している。ウィニックは本作以前に同社が開発したゲームソフト『ボールブレイザー』（1985年）を手掛けていた。
1988年にはIBM PCおよびIBM PCjr、ファミリーコンピュータに移植され、1989年にはAmigaおよびAtari STに移植された。

## ゲーム内容
本作は、主人公デイブと、個性豊かな特技を持った仲間たちを操作し、マッドサイエンティストの館であるマニアックマンション（狂気の館）に囚われたデイブの恋人のサンディを救出する内容となっている。
プレイヤーは、様々な特技を持った仲間のメンバーの中から同行者を2人を選び、3人のキャラクターを切り替えながら調査を進める仕組みとなっており、選んだメンバーによって謎の解き方や結末が異なる仕組みが取られている。
演出やシナリオ面ではアメリカらしいブラックユーモアが多数織り交ぜられている一方で、即死トラップの配置も少なくなく難易度は高い(海外版には謎解きのヒントになるヒントポスターが添付されているが日本語版には無いため、難易度が上がっている)。
本作の画面構成は一人称視点の主観的なものではなく、三人称視点でフィールドを描写したものとなっており、操作するキャラクターも直接フィールド内に描かれている。また、画面上にはマウス、コントローラやカーソルキー等で移動可能なポインタが表示されている。
フィールド外には一般的なコマンド選択型アドベンチャーゲームと同様に動詞が一覧で表示されており、ポインタを所望の動詞に移動させて選択操作(マウスのクリックやAボタン、エンターキー入力)を行い、次いでフィールド内に表示されている対象をポインタで直接選択する。この結果、動詞+目的語のコマンドが完成し、キャラクターがコマンドに沿った動作を行うことでフラグ立てを行っていくというスタイルになっている。これにより、主観視点型のコマンド選択アドベンチャーゲームと比してより直観的なゲーム性となっており、また、目的語が(メニューリストなどに)明示的に示されないため、コマンド総当たりという安易な解法を取ることができず、一定の難易度が維持されている。
プレイヤーキャラクターが所有している持ち物の一覧もコマンドと同様フィールド外に表示されており、持ち物を使用する際は「つかう(Use)」を選択した後、一覧から使用するアイテムを選択する。また、「つかう」「わたす(Give)」のよう二重目的語を伴いうる動詞については、コマンドを選択し、対象を二回選択することが可能である。デフォルトで選択されているコマンドは「いく(Walk to又はGo to)」であり、これはフィールド上を選択することでプレイヤーを移動させるコマンドである。特別な動詞として「What is」がある。この動詞を選択した上でポインタを(目的語として選択可能な)対象物に重ねると、対象物の名前が表示されるようになっている。

## ストーリー
温厚な医者であるDr.フレッドは、丘の上の館に家族とともに住んでいた。だが、ある日一筋の流れ星が彼の館の近くに落ちて以来、Dr.フレッドは人が変わったかのように地下室に篭り、日々怪しげな研究に没頭するようになる。近所の人々は、死人を生き返らせる方法を研究しているとも、世界征服を企んでるとも噂し、その様子を見て恐れおののき、いつしかDr.フレッド邸を「マニアックマンション（狂気の館）」と呼ぶようになった。
それから幾年か経ったある日、地元の学園のアイドルであるサンディが館に迷い込んでしまう。
サンディのボーイフレンドであるデイブは、彼女の安否が気になり、クラスメートの仲間にとともに救助隊を結成し、館に乗り込む。

## 登場人物
日本のファミコン版ではテキストが全てひらがな表示となっており人名も同様である。主人公のデイブは、仲間の中から2人を選び、キャラを切り替えてそれぞれの特技を活かしながらゲームを進めていく。日本版、海外版ともに、ゲーム中ではキャラクター名はファーストネームしか示されていないが、一部のキャラクターについては一部の海外版のパッケージに添付のヒントポスター(大学の学生寮のコルクボード掲示板を模したデザインとなっている)にフルネームが記載されている。なお、海外版では救助隊メンバー及びサンディは同じ地方大学の10代の学生という設定になっている。

### 救助隊メンバー
デイブ（でいぶ）♂ [Dave Miller]
本作の主人公であり救助隊のリーダー。これといった特技は無いがメンバーの中では一番まとも。
ラザー（らざー）♀ [Razor]
パンクバンド「レッドバスターズ」(海外版では"Razor and the Scummettes")のリードボーカル。
マイケル（まいける）♂ [Michael F. Stoppe]
有名な賞を取った写真家。ただし、救出隊へはカメラを持参せずに参加している。
ジェフ（じぇふ）♂ [Jeff Woodie]
浜は俺の住処と言うサーファー。サーフィン得意中の得意。
バーナード（ばーなーど）♂ [Bernard]
名誉ある科学部の部長。 臆病者ではあるが今回は積極的に救助隊へ参加する。
ウェンディ（うぇんでぃ）♀[Wendy]
有名な小説家になるのを夢みる女の子。
シド（しど）♂ [Syd]
ニューウェーブバンドの結成を夢見るバンドマン。

### マニアックマンションの住人
Dr.フレッド（Dr.ふれっど）♂ [Dr. Fred]
マニアックマンションの主で医者。家の近くに流れ星が落ちてからは人が変わったかのように怪しげな研究に没頭しだす。
エドナ（えどな）♀ [Edna]
Dr.フレッドの妻である元看護婦で、人生相談コラムニストとして人気を博している。
エド（えど）♂ ["Weird" Ed]
Dr.フレッドとエドナの息子。父親に反抗している。海外版マニュアルによれば10代。
テッド（てっど）♂[Ted]
故人（PC版では1972年5月没）。ミイラのように包帯でぐるぐる巻きにされた死体として登場する。
グリーンテンタクル（ぐりーんてんたくる）[Green Tentacle]、パープルテンタクル（ぱーぷるてんたくる）[Purple Tentacle]
屋敷に棲むタコ足の生物。上記ヒントポスターには、彼らが元々デイブ達が通う州立大学の生物学部のペットのタコの足であったことが示唆されている。

### その他
サンディ（さんでぃ）♀ [Sandy Pantz]
学園のアイドル(海外版ではチアリーダー)でデイブのガールフレンド。マニアックマンションに迷い込んだ彼女は囚われの身となってしまう。
メテオポリス（めておぽりす）[The Meteor Police]
宇宙の平和を守る警察官。メテオを追っている。
メテオ（めてお）[The Meteor]
メテオポリスによって指名手配されている凶悪犯罪者。

## 開発
1970年代、アドベンチャーゲームの始祖『コロッサル・ケーブ・アドベンチャー』（1976年）の登場を皮切りに、グラフィック表示なしで文字の直接入力のみでゲームを進行させるいわゆるテキストアドベンチャーが盛んに制作され始めた。1980年代に入ると『ミステリーハウス』（1980年）に代表される、文字入力のシステムにグラフィック表示を組み合わせたグラフィックアドベンチャーが登場した。
その後、新たな方向性が模索された末に『King's Quest』（1984年）がシエラ・オンラインから発売された。三人称視点にしてグラフィック内にキャラクターを表示し、そのキャラクターを直接操作していくという、現在の3Dアドベンチャーゲームの基礎ともいえる手法がこのゲームによって確立されることとなった。その手法を踏まえつつ、コマンド入力を排した快適な操作を実現すべく製作されたのがパソコン版の『マニアックマンション』である。
ロン・ギルバートとゲイリー・ウィニックは、『リトル・ショップ・オブ・ホラーズ』や『クリープショー』といったコミカルなホラー映画からヒントを得て、幽霊屋敷を舞台としたゲームを作ることを思い立った。
最初の時点では舞台のモデルをルーカスフィルム本社近隣の建物にすることが決まっていたものの、具体的な内容は決まっておらず、主人公も少年少女にする予定だった。やがて、ゲームのシステムやテーマにあわせる形で、主人公たちの年齢は少しずつ上がっていった。
本作には、複数のキャラクターから任意の2人を選び、その組み合わせによってエンディングが異なるシステムが存在していたため、物語の展開はそれを踏まえる必要があった。さらに、キャラクターの特技を物語の展開に絡める必要があった。
これに加えて部屋のグラフィックをつなげる必要もあったが、肝心のシナリオの執筆がプログラミングと並行して行われていたためなかなか進まなかった。
この問題を改善するために、C言語に類似したSCUMM（Script Creation Utility Maniac Mansion）が作られた。
紆余曲折の末に本作は発売されたものの、パッケージに書かれた"Lust"（性欲）という文言が教育上よくないというクレームが寄せられたことからいったん回収され、パッケージを書き直したうえで再度店頭に並べられた。

## 移植版
| No. | タイトル             | 発売日                                     | 対応機種                         | 開発元                             | 発売元         | メディア                          | 型式                        | 備考 |
| --- | -------------------- | ------------------------------------------ | -------------------------------- | ---------------------------------- | -------------- | --------------------------------- | --------------------------- | ---- |
| 1   | Maniac Mansion       | 1988年3月12日                              | IBM PC/IBM PCjr                  | ルーカスアーツ                     | ルーカスアーツ | フロッピーディスク                | -                           |      |
| 2   | マニアックマンション | 1988年9月13日 1990年9月18日 1992年10月22日 | ファミリーコンピュータ           | ルーカスアーツ Realtime Associates | ジャレコ       | 2メガビット+64キロRAMロムカセット | JF-18 NES-JM-USA NES-JM-NOE |      |
| 3   | Maniac Mansion       | 1989年7月26日                              | Amiga Atari ST                   | ルーカスアーツ                     | ルーカスアーツ | フロッピーディスク                | -                           |      |
| 4   | Maniac Mansion       | 1989年12月31日                             | IBM PC/IBM PCjr Enhanced version | ルーカスアーツ                     | ルーカスアーツ | フロッピーディスク                | -                           |      |

1988年9月13日にジャレコより日本国内向けにファミリーコンピュータ版を発売。データの記録と再開にはパスワード方式を採用していたが、記録と再開には100文字以上を書き留めないといけない仕様だった。日米の生活様式の違いから、ファミリーコンピュータ版では郵便ポストの追加、硬貨の名称の変更(dime→10円玉、quarter→100円玉)といった改変がされている。
米国では現地のメーカーによりNESに移植され、日本語版同様ジャレコから発売された。日本版と比較してグラフィックが全面的に描き換えられ、音楽も差し替えられている。また、こちらはデータ保存がバッテリーバックアップ方式となっている。日本版、米国版共に動詞の数がオリジナル版の15から12に減らされている。また、NES版ではエンドクレジットの“NES SCUMM SYSTEM BY……”という文言がプログラム言語のSCUMMではなくが"Scum"(人間のクズ)と読み取れてしまうという任天堂の指摘を受け、ルーカスフィルム側が説明する一幕もあった。
IBM PC版はオリジナルのCommodore64版に近いグラフィック(160x200ドット、16色)の初期バージョンと、320x200ドット、16色で描き直された後期バージョン(Enhanced version)の2種類が存在する(AmigaやATARI ST版相当ののグラフィック)。初期バージョン、後期バージョン共にPCjrの内蔵音源に対応しており、PCjrや互換機のTandy 1000であればオープニングやエンディングのBGMが三重和音となる(PCjr以外のPC互換機では単音の内蔵スピーカーによる演奏となる)。
IBM PC版の初期バージョンは、マニュアルプロテクト（マンション１階のホールの階段を上がったところにあるパスコード式のセキュリティドア）が有効になっているものと、無効になっているもの（セキュリティドアが最初から開いている）の２バージョンが存在する。後者はデイ・オブ・ザ・テンタクルの発売時に同作への同梱品として提供されたものであり、2019年現在ダウンロード販売されている本作の初期バージョンも後者のプロテクト無効バージョンである。
2018年現在ではGOG.comやSteam等のゲーム配信サイトからWindows、Mac、Linuxで実行可能なもの(PC版ベース)がダウンロード販売されている。

## スタッフ
オリジナル版
- ゲーム・デザイナー、テキスト：ロン・ギルバート、ゲイリー・ウィニック
- プログラム：ロン・ギルバート、デヴィッド・フォックス、カール・メイ
- アート、アニメーション：ゲイリー・ウィニック
- サウンド・エフェクト：クリス・グリッグス
- 音楽：クリス・グリッグス、デヴィッド・ローレンス

ファミリーコンピュータ版
- ルーム・コーディネート：H.ODACHI
- キャラクター、オープニング&エンディング・デザイン：MISTY MORNING STRANGER
- プログラム：MOTOKO、M.NOJIRI、AABAN、Z.G!
- 音楽、サウンド・エフェクト：多和田吏
- ゲーム・プラン：M.WASHIYA
- プログラム・サポート、プロデュース：H.NUNOKAWA
- スペシャル・サンクス：A.YOSHIDA

## 評価
ファミリーコンピュータ版
ゲーム誌『ファミコン通信』の「クロスレビュー」では合計27点（満40点）、『ファミリーコンピュータMagazine』の読者投票による「ゲーム通信簿」での評価は以下の通りとなっており、18.45点（満30点）となっている。
| 項目 | キャラクタ | 音楽 | お買得度 | 操作性 | 熱中度 | オリジナリティ | 総合  |
| 得点 | 3.22       | 3.04 | 2.88     | 2.87   | 3.11   | 3.33           | 18.45 |

## 関連作品

### 続編
デイ・オブ・ザ・テンタクル
1993年に発売されたマニアックマンションの続編。仲間キャラの1人であったバーナードが主人公で、マンションの住人については当作でも引き続き登場する。
また、DOS版のデイ・オブ・ザ・テンタクルではエジソン邸にあるパソコンを操作することで本作をプレーすることができる。
また、本作のプログラム言語であるSCUMMは1998年に使用が中止されるまで、様々なゲームソフトで用いられた。

### カメオ出演・ゲスト出演・精神的続編
ザック・マックラッケン
ザック・マックラッケン(Zak McKracken and the Alien Mindbenders)はマニアックマンションに続いてルーカスフィルム・ゲームズが発表したアドベンチャーゲームである。

このゲーム中にはメテオの指名手配ポスターなどマニアックマンションに関連するジョーク等が散見される。一方、マニアックマンションの後期バージョンには、ザック・マックラッケンの宣伝ポスターが登場する。また、本作(IBM-PC後期バージョンなどザック・マックラッケン発売後のバージョン)のゲーム展開によってはザック・マックラッケンのオープニングテーマを聞くことができる。
インディ・ジョーンズ/最後の聖戦
 同名の映画をルーカスフィルム・ゲームズ自身がアドベンチャーゲーム化したもの。主人公ジョーンズ博士の大学の部屋にはメテオのかけらが保管されている。
Full Throttle
ルーカスアーツが1995年にリリースした"Full Throttle"では、本作のラザー、シド、ウェンディ、マイケルが(主人公と対立するモーターサイクルギャングのメンバーとして)ゲスト出演している。
Thimbleweed Park
本作のデザイナーであるロン・ギルバート、ゲイリー・ウィニックの両者によって2017年に発表されたアドベンチャーゲーム。デイブとサンディ(によく似た人物)が登場するなど、本作のパロディが散見される。

### テレビドラマ
本作の設定を一部流用したコメディTVドラマ「マニアック・マンション」が1990年から1993年にかけてカナダのYTV及びアメリカの ファミリー・チャンネルで放映された。また、日本国内では当ドラマのうち4エピソードを収録したビデオが HRSフナイより発売されている(品番: H158V158)。
当ドラマでは自宅に墜落した隕石を研究する科学者フレッド・エジソンとその家族を主人公としている。フレッド以外の家族の名前や家族構成は原作ゲームとは異なっており、例えば夫妻の子供はティナ、アイク、ターナーの一女二男である。またエジソン夫人の弟ハリー・オルカとターナーと蝿がザ・フライのように物質転送機の事故で部分的に融合してしまい、ハリーは蝿の胴体に人間の頭がついた蝿男(サイズは蝿サイズ)に、幼児のターナーは中年男性の姿に変貌している。
当ドラマで初出となるDr. フレッドの名字「エジソン」は本作の続編ゲームであるデイ・オブ・ザ・テンタクルにも採用された。